# Festus (Missouri)
Festus – miasto w Stanach Zjednoczonych, w stanie Missouri, w hrabstwie Jefferson.